# Khối phía Tây

Tình hình chính trị ở châu Âu trong Chiến tranh Lạnh

Khối phía Tây, còn được gọi là Khối Tự do, Khối Tư bản, Khối Mỹ và Khối NATO, là một liên minh của các quốc gia đã chính thức liên minh với Hoa Kỳ trong Chiến tranh Lạnh năm 1947–1991. Nó được dẫn đầu bởi các quốc gia thành viên của NATO, nhưng cũng bao gồm các quốc gia ủng hộ chống cộng và chống chủ nghĩa xã hội và tương tự như vậy đã phản đối Liên Xô và Hiệp ước Warszawa. Thuật ngữ này được sử dụng để phân biệt nhóm chống Xô viết với đối tác thân Liên Xô: Khối phía Đông. Trong suốt thời kỳ kéo dài được đánh dấu bởi căng thẳng Xô–Mỹ, các chính phủ và báo chí phương Tây có xu hướng tự coi mình là Thế giới Tự do hay Thế giới thứ nhất, trong khi Khối phía Đông thường được gọi là "Thế giới Cộng sản" hoặc chính thức hơn là "Thế giới thứ hai". Cùng với chiến thắng của phe tư bản trong chiến tranh lạnh cũng như sự sụp đổ của Liên Xô và chủ nghĩa cộng sản, ngày nay "Khối phía Tây" thường được gọi chung là phương Tây (mặc dù Nhật Bản, Hàn Quốc, Đài Loan....và nhiều quốc gia khác là đồng minh của Hoa Kỳ song vẫn nằm trong vùng văn hóa Á Đông).

## Thành viên của Khối phía Tây trong Chiến tranh Lạnh

### Tổ chức Hiệp ước Bắc Đại Tây Dương (NATO)
- Bỉ
- Canada
- Đan Mạch
- Pháp
- Tây Đức (1955–1990)
- Hy Lạp (từ 1952)
- Iceland
- Ý
- Luxembourg
- Hà Lan
- Na Uy
- Bồ Đào Nha
- Tây Ban Nha (từ 1982)
- Thổ Nhĩ Kỳ (từ 1952)
- Vương quốc Liên hiệp Anh và Bắc Ireland
- Hoa Kỳ

### Khối Hiệp ước An ninh quân sự Úc–New Zealand–Hoa Kỳ (ANZUS)
- Úc
- New Zealand
- Hoa Kỳ

### Hiệp ước Liên kết Tự do (COFA)
- Quần đảo Marshall
- Liên bang Micronesia
- Palau
- Hoa Kỳ

### Khối Hiệp ước Baghdad (CENTO) (đến 1979)
- Iran (đến 1979)
- Iraq (đến 1958)
- Pakistan (đến 1979)
- Thổ Nhĩ Kỳ (đến 1979)
- Vương quốc Liên hiệp Anh và Bắc Ireland (đến 1979)

### Hiệp ước Hỗ tương Liên Mỹ châu (IATRA)
- Argentina
- Bahamas (từ 1982)
- Bolivia (đến 2005)
- Brazil
- Chile
- Colombia
- Costa Rica
- Cuba (đến 1959)
- Cộng hòa Dominica (đến 1990)
- Ecuador (đến 2012)
- El Salvador
- Guatemala
- Honduras
- México
- Nicaragua (đến 1979)
- Panama
- Paraguay
- Peru
- Trinidad và Tobago (từ 1967)
- Hoa Kỳ
- Uruguay

### Tổ chức Hiệp ước Đông Nam Á (SEATO) (đến 1977)
- Úc (đến 1977)
- Pháp (đến 1965)
- Lào (đến 1975)
- New Zealand (đến 1977)
- Pakistan (đến 1972)
- Philippines (đến 1977)
- Việt Nam Cộng hòa (đến 1975)
- Thái Lan (đến 1977)

Các quốc gia thành viên của SEATO năm 1959

- Vương quốc Liên hiệp Anh và Bắc Ireland (đến 1977)
- Hoa Kỳ (đến 1977)

### Trung Đông và Bắc Phi
- Cộng hòa Hồi giáo Afghanistan (2004–2021)
- Bahrain
- Ai Cập (từ 1979)
- Iran (đến 1979)
- Iraq (đến 1990)
- Israel
- Jordan
- Kuwait
- Liban
- Libya (đến 1969; từ 2011)
- Maroc
- Oman
- Palestine (Chính phủ Bờ Tây; đến 2019)
- Qatar
- Ả Rập Xê Út
- Somalia (từ 1977)
- Sudan (1971–1985; 2019–nay)
- Phe đối lập Syria
- Tunisia
- Thổ Nhĩ Kỳ (đến 2009)
- Các Tiểu vương quốc Ả Rập Thống nhất
- Yemen(Chính phủ Hadi)
  -  Bắc Yemen (1962–1990)

### Đông Á
- Nhật Bản
- Hàn Quốc
- Đài Loan

### Hiệp hội các quốc gia Đông Nam Á (ASEAN)
- Indonesia
- Philippines
- Thái Lan
- Malaysia
- Singapore
- Bhutan
- Nepal
- Brunei (từ 1984)
- Vietnam (từ 1995, bị cáo buộc)
- Đông Timor (từ 2002)

### Các đồng minh khác
- Nam Phi
- Pakistan (Hiệp định hỗ trợ quốc phòng lẫn nhau, từ năm 1954)
- Ethiopia (đến 1974)

## Thành viên Khối phía Tây hiện nay

### Cựu thành viên của Tổ chức Hiệp ước Bắc Đại Tây Dương (NATO)
- Bỉ
- Canada
- Đan Mạch
- Pháp
- Đức (từ 1990)
- Hy Lạp
- Iceland
- Ý
- Luxembourg
- Hà Lan
- Na Uy
- Bồ Đào Nha
- Tây Ban Nha
- Thổ Nhĩ Kỳ
- Vương quốc Liên hiệp Anh và Bắc Ireland
- Hoa Kỳ

#### Các nước gia nhập NATO sau Chiến tranh Lạnh
- Cộng hòa Séc (từ 1999)
- Hungary (từ 1999)
- Ba Lan (từ 1999)
- Bulgaria (từ 2004)
- Estonia (từ 2004)
- Latvia (từ 2004)
- Litva (từ 2004)
- România (từ 2004)
- Slovakia (từ 2004)
- Slovenia (từ 2004)
- Albania (từ 2009)
- Croatia (từ 2009)
- Montenegro (từ 2017)
- Bắc Macedonia (từ 2020)

### Khối Đồng minh không thuộc NATO (MNNA)
- Úc
- Ai Cập
- Israel
- Nhật Bản
- Hàn Quốc
- Jordan
- New Zealand
- Argentina
- Bahrain
- Philippines
- Thái Lan
- Đài Loan (de facto)
- Kuwait
- Maroc
- Pakistan
- Tunisia
- Brazil
- Colombia
- Qatar

### Châu Phi và Trung Đông - Đồng minh
- Bahrain
- Ai Cập
- Iraq (từ 2004–nay)
- Israel
- Kuwait
- Maroc
- Qatar
- Ả Rập Xê Út
- Tunisia
- Các Tiểu vương quốc Ả Rập Thống nhất
- Algérie
- Ethiopia
- Nam Phi

### Các đồng minh Đông Á, Đông Nam Á, Châu Đại Dương và Nam Á
- Nhật Bản
- Hàn Quốc
- Đài Loan
- Thái Lan
- New Zealand
- Philippines
- Úc
- Ấn Độ
- Indonesia
- Mông Cổ
- Malaysia
- Brunei
- Nepal
- Bhutan
- Đông Timor
- Singapore
- Việt Nam (bị cáo buộc)

### Các đồng minh của Mỹ
- Argentina
- Brazil
- Chile
- Colombia
- Guatemala
- Honduras
- Mexico

### Đối thoại Tứ giác An ninh (QSD)
- Hoa Kỳ
- Ấn Độ
- Úc
- Nhật Bản

### Các Đồng minh khác
- Bosnia và Herzegovina
- Síp
- Phần Lan (từ 2022)
- Kosovo
- Thụy Điển (từ 2022)
- Nam Phi